# Trešnjevica (gmina Paraćin)
Trešnjevica (cyr. Трешњевица) – wieś w Serbii, w okręgu pomorawskim, w gminie Paraćin. W 2011 roku liczyła 894 mieszkańców.